# Phytosciara maculosa
Phytosciara maculosa är en tvåvingeart som beskrevs av Werner Mohrig 1999. Phytosciara maculosa ingår i släktet Phytosciara och familjen sorgmyggor. Inga underarter finns listade i Catalogue of Life.